# Mangamagazinok listája
Ez a lista a mangamagazinokat sorolja fel. Egyaránt tartalmazza a Japánban és Japánon kívül publikáltakat is.

## Japánban kiadott mangamagazinok
| Magazin                                                       | Japán név                                                          | Első megjelenés | Utolsó megjelenés | Célközönség             | Megjelenés         | Kiadó                    | Hivatalos weboldal                                              |
| ------------------------------------------------------------- | ------------------------------------------------------------------ | --------------- | ----------------- | ----------------------- | ------------------ | ------------------------ | --------------------------------------------------------------- |
| .hack//G.U.: The World                                        | ドットハックジーユー ザ ワールド                                   | 2005-11-11      |                   | egyéb (férfi)           | havi               | Kadokawa Shoten          |                                                                 |
| Action De Luxe                                                | アクションデラックス                                               |                 |                   | szeinen                 |                    | Futabasha                |                                                                 |
| Afternoon                                                     | アフタヌーン                                                       | 1986            |                   | szeinen                 | havi               | Kodansha                 |                                                                 |
| Animage                                                       | アニメージュ                                                       | 1978-05-26      |                   | anime                   | havi               | Tokuma Shoten            |                                                                 |
| Animedia                                                      | アニメディア                                                       | 1981-06-09      |                   | anime                   | havi               | Gakken                   |                                                                 |
| Aqua BL Kingdom                                               | アクアBLキングダム                                                 | 2007            |                   | dzsoszei, jaoi          |                    | Okla Publishing          |                                                                 |
| Aria                                                          | アリア                                                             | 2010-07-28      |                   | sódzso                  | havi               | Kodansha                 | Archiválva 2015. május 21-i dátummal a Wayback Machine-ben      |
| Asuka Ciel                                                    | あすかCIEL                                                         |                 |                   | sódzso, jaoi            |                    | Kadokawa Shoten          | Archiválva 2011. szeptember 5-i dátummal a Wayback Machine-ben  |
| Asuka Fantasy DX                                              | 月刊ASUKAファンタジーDX                                            | 1994-06         | 2000-11           | sódzso                  | havi               | Kadokawa Shoten          |                                                                 |
| Ax                                                            |                                                                    | 1998-03         | 2001-10           | anime                   | havi               | Sony Magazines           |                                                                 |
| Be x Boy                                                      |                                                                    | 1993-03         |                   | sódzso, jaoi            | havi               | Libre Publishing         |                                                                 |
| Be x Boy Gold                                                 |                                                                    | 2006-06         |                   | dzsoszei, jaoi          | kéthavi            | Libre Publishing         |                                                                 |
| Be-Love                                                       | ビー·ラブ                                                          | 2007-12-15      |                   | dzsoszei                | félhavi            | Kodansha                 |                                                                 |
| Besszacu CoroCoro Comic                                       | 別冊コロコロコミック                                               | 1981-04         |                   | gyermek (fiú)           | havi               | Shogakukan               | Archiválva 2008. január 12-i dátummal a Wayback Machine-ben     |
| Besszacu Friend                                               | 別冊フレンド                                                       | 1965-03         |                   | sódzso                  | havi               | Kodansha                 |                                                                 |
| Besszacu Hana to Jume                                         | 別冊花とゆめ                                                       | 1977-07         |                   | sódzso                  | havi               | Hakusensha               | Archiválva 2006. december 24-i dátummal a Wayback Machine-ben   |
| Besszacu Kindai Madzsong                                      | 別冊近代麻雀                                                       |                 |                   | madzsong (férfi)        | havi               | Takeshobo                |                                                                 |
| Besszacu Manga Action                                         | 別冊漫画アクション                                                 | 1974-09         |                   | szeinen                 | havi               | Futabasha                |                                                                 |
| Besszacu Margaret                                             | 別冊マーガレット                                                   | 1964            |                   | sódzso                  | havi               | Shueisha                 |                                                                 |
| Besszacu Sónen King                                           | 別冊少年キング                                                     |                 |                   | sónen                   | havi               | Shonengahosha            |                                                                 |
| Besszacu Sónen Magazine (1960)                                | 別冊少年マガジン                                                   | 1960            |                   | sónen                   | havi               | Kodansha                 |                                                                 |
| Besszatsu Sónen Magazine (2009)                               | 別冊少年マガジン                                                   | 2009-09-09      |                   | sónen                   | havi               | Kodansha                 |                                                                 |
| Besszacu Sónen Sunday                                         | 別冊少年サンデー                                                   | 1960            | 1974-03           | sónen                   | havi               | Shogakukan               |                                                                 |
| Besszacu Súkan Manga Times                                    | 別冊週刊漫画TIMES                                                  |                 |                   | szeinen                 | heti               | Houbunsha                |                                                                 |
| Betsucomi                                                     | ベツコミ                                                           | 1970            |                   | sódzso                  | havi               | Shogakukan               | Archiválva 2012. november 20-i dátummal a Wayback Machine-ben   |
| Big Comic                                                     | ビッグコミック                                                     | 1968-02-29      |                   | szeinen                 | félhavi            | Shogakukan               | Archiválva 2015. február 6-i dátummal a Wayback Machine-ben     |
| Big Comic For Lady                                            | ビッグコミックfor Ladies                                           |                 |                   | dzsoszei                |                    | Shogakukan               |                                                                 |
| Big Comic Original                                            | ビッグコミックオリジナル                                           | 1972            |                   | szeinen                 | félhavi            | Shogakukan               | Archiválva 2015. február 6-i dátummal a Wayback Machine-ben     |
| Big Comic Pockets                                             | ビッグコミックポケッツ                                             |                 |                   | szeinen                 |                    | Shogakukan               |                                                                 |
| Big Comic Spirits                                             | ビッグコミックスピリッツ                                           | 1980-10-14      |                   | szeinen                 | havi               | Shogakukan               | Archiválva 2003. február 17-i dátummal a Wayback Machine-ben    |
| Big Comic Superior                                            | ビッグコミックスペリオール                                         | 1987-07-01      |                   | szeinen                 | félhavi            | Shogakukan               | Archiválva 2015. február 6-i dátummal a Wayback Machine-ben     |
| Big Gold                                                      | ビッグゴールド                                                     |                 |                   | szeinen                 |                    | Shogakukan               |                                                                 |
| Boy Pierce                                                    |                                                                    | 1997            |                   | jaoi                    | kéthavi            |                          |                                                                 |
| Boy’s Life                                                    | ボーイズライフ                                                     | 1963-04-01      | 1969-08-01        | sónen                   | havi               | Shogakukan               |                                                                 |
| Boy’s Love                                                    |                                                                    | 2004-08         |                   | jaoi                    | kéthavi            |                          |                                                                 |
| Business Jump                                                 | ビジネスジャンプ                                                   | 1985-07         |                   | szeinen                 | havi               | Shueisha                 | Archiválva 2011. július 22-i dátummal a Wayback Machine-ben     |
| Champion Red                                                  | チャンピオンレッド                                                 | 2002-08-22      |                   | sónen/szeinen           | havi               | Akita Shoten             |                                                                 |
| Champion Red Icsigo                                           | チャンピオンレッドいちご                                           | 2006-12-26      |                   | szeinen                 | kéthavi            | Akita Shoten             |                                                                 |
| Charano!                                                      | キャラの!                                                          | 2006-09         |                   | egyéb (férfi)           | kéthavi            | Hobby Japan              |                                                                 |
| Cheese!                                                       | チーズ!                                                            | 1996-07-24      |                   | sódzso                  | havi               | Shogakukan               |                                                                 |
| Chorus                                                        | コーラス                                                           | 1994-05-28      |                   | dzsoszei                | havi               | Shueisha                 |                                                                 |
| Csucsu                                                        | ちゅちゅ                                                           | 2005-12         |                   | sódzso                  | havi               | Shogakukan               |                                                                 |
| Ciao                                                          | ちゃお                                                             | 1977-09-03      |                   | sódzso                  | havi               | Shogakukan               |                                                                 |
| Ciel Tres Tres                                                | シエル トレトレ                                                    |                 |                   | jaoi                    |                    | Kadokawa Shoten          | Archiválva 2011. szeptember 5-i dátummal a Wayback Machine-ben  |
| COM                                                           | コム                                                               | 1967-01         | 1972              | alternatív              | havi               | Tezuka Oszamu            |                                                                 |
| Combat Comic                                                  | 月刊コンバットコミック                                             | 1986            | 2001              | szeinen                 | havi               | Nihon Shuppansha         |                                                                 |
| Comi Digi +                                                   | 隔月コミデジ+                                                      | 2006-04-21      | 2008-08-21        | szeinen                 | kéthavi            | Flex Comix               | Archiválva 2011. szeptember 28-i dátummal a Wayback Machine-ben |
| Comic Are!                                                    |                                                                    |                 |                   | alternatív              |                    |                          |                                                                 |
| Comic Beam                                                    | コミックビーム                                                     | 1995-11-11      |                   | szeinen                 | havi               | Enterbrain               | Archiválva 2011. február 23-i dátummal a Wayback Machine-ben    |
| Comic Birz                                                    | 月刊コミックバーズ                                                 | 1996-07         |                   | szeinen                 | havi               | Gentosha                 | Archiválva 2021. január 25-i dátummal a Wayback Machine-ben     |
| Comic Blade Brownie                                           | コミックブレイドブラウニー                                         | 2008-12-10      |                   | sónen/sódzso            | negyedéves         | Mag Garden               |                                                                 |
| Comic Blade Masamune                                          | コミックブレイドマサムネ                                           | 2002-12         | 2007-06           | sónen                   | kéthavi            | Mag Garden               |                                                                 |
| Comic Bom Bom                                                 | コミックボンボン                                                   | 1981-10-15      | 2007-11-15        | gyermek (fiú)           | havi               | Kodansha                 |                                                                 |
| Comic Cue                                                     | コミックCUE                                                        |                 |                   | akadémiai               |                    | East Press               |                                                                 |
| Comic Crimson                                                 | コミック クリムゾン                                                | 1998-03         | 2003-05           | sódzso                  | kéthavi            | Sobisha                  |                                                                 |
| Comic Earth Star                                              | コミック アース・スター                                            | 2011-03-12      |                   | sónen                   | havi               | Earth Star Entertainment |                                                                 |
| Comic Flapper                                                 | コミックフラッパー                                                 | 1999-11-05      |                   | szeinen                 | havi               | Media Factory            | Archiválva 2005. október 27-i dátummal a Wayback Machine-ben    |
| Comic Gum                                                     | コミックガム                                                       | 1996            |                   | szeinen                 | havi               | Wani Books               |                                                                 |
| Comic High!                                                   | コミック·ハイ!                                                     | 2004-03-02      |                   | szeinen                 | havi               | Futabasha                |                                                                 |
| Comic June                                                    | コミックJUNE                                                       |                 |                   | jaoi                    | kéthavi            | Magazine Magazine        |                                                                 |
| Comic LO                                                      | 成年コミックエルオー                                               | 2002-10         |                   | lolicon (hentai, férfi) | havi               | Akane Shinsha            |                                                                 |
| Comic MegaStore                                               | コミックメガストア                                                 | 2003-06-17      |                   | hentai (férfi)          | havi               | Core Magazine            | Archiválva 2011. szeptember 5-i dátummal a Wayback Machine-ben  |
| Comic MegaStore H                                             | コミックメガストアH                                                | 2003-06-01      |                   | hentai (férfi)          | havi               | Core Magazine            | Archiválva 2011. szeptember 5-i dátummal a Wayback Machine-ben  |
| Comic Rex                                                     | コミックレックス                                                   | 2005-12-09      |                   | sónen                   | havi               | Ichijinsha               |                                                                 |
| Comic RIN                                                     | コミックリン                                                       | 2004-12-16      |                   | hentai (férfi)          | havi               | Akane Shinsha            |                                                                 |
| Comic Rush                                                    | 月刊コミックラッシュ                                               | 2004-01-26      |                   | sónen                   | havi               | Jive                     |                                                                 |
| Comic Sigma                                                   | コミック シグマ                                                    | 2006-09-29      |                   | hentai (férfi)          | havi               | Akane Shinsha            |                                                                 |
| Comic Sylph                                                   | シルフ                                                             | 2006-12-09      |                   | sódzso                  | havi               | ASCII Media Works        | Archiválva 2013. január 15-i dátummal a Wayback Machine-ben     |
| Comic Tenma                                                   | コミック天魔                                                       | 1998-06         |                   | hentai (férfi)          | havi               | Akane Shinsha            |                                                                 |
| Comic Valkyrie                                                | コミックヴァルキリー                                               | 2006-07-25      |                   | szeinen                 | kéthavi            | Kill Time Communication  |                                                                 |
| Comic Yell!                                                   | コミックエール!                                                    | 2007-05-11      | 2009-05-09        | szeinen                 |                    | Houbunsha                |                                                                 |
| Comic Juri Hime                                               | コミック百合姫                                                     | 2005-07         |                   | juri                    | negyedéves         | Ichijinsha               |                                                                 |
| Comic Juri Hime S                                             | コミック百合姫S                                                    | 2007-06-18      |                   | juri (férfi)            | negyedéves         | Ichijinsha               |                                                                 |
| Comp Ace                                                      | 月刊コンプ エース                                                  | 2005-03-26      |                   | egyéb (férfi)           | havi               | Kadokawa Shoten          |                                                                 |
| Comptiq                                                       | コンプティーク                                                     | 1983-11-10      |                   | egyéb (férfi)           | havi               | Kadokawa Shoten          |                                                                 |
| Cookie                                                        | クッキー                                                           | 1999            |                   | sódzso                  | havi               | Shueisha                 |                                                                 |
| CoroCoro Comic                                                | 月刊コロコロコミック                                               | 1977-04-15      |                   | gyermek (fiú)           | havi               | Shogakukan               |                                                                 |
| CoroCoro Ichiban!                                             | コロコロイチバン!                                                  | 2005-03-25      |                   | gyermek (fiú)           | havi               | Shogakukan               |                                                                 |
| Craft                                                         | クラフト                                                           |                 |                   | jaoi                    | negyedéves         | Taiyou Tosho             |                                                                 |
| Cutie Comic                                                   | キューティ·コミック                                                | 1998            | 2001-07           | dzsoszei                | havi               | Takarajimasha            |                                                                 |
| Dengeki Comic Gao!                                            | 月刊電撃コミックガオ!                                              | 1992-12-27      | 2008-02-27        | sónen                   | havi               | MediaWorks               |                                                                 |
| Dengeki Daioh                                                 | 月刊コミック電撃大王                                               | 1994-04-18      |                   | sónen                   | havi               | ASCII Media Works        | Archiválva 2014. augusztus 26-i dátummal a Wayback Machine-ben  |
| Dengeki G’s Festival! Comic                                   | 電撃G's Festival! COMIC                                            | 2007-11-26      |                   | szeinen                 | nem rendszeres     | ASCII Media Works        |                                                                 |
| Dengeki G’s Magazine                                          | 電撃G's magazine                                                   | 1992-12-26      |                   | szeinen                 | havi               | ASCII Media Works        |                                                                 |
| Dengeki Hime                                                  | 電撃姫                                                             | 1997            |                   | sónen-ai, visual novel  | havi               | ASCII Media Works        |                                                                 |
| Dengeki hp                                                    | 電撃hp                                                             | 1998-12-18      | 2007-10-10        | szeinen                 | negyedéves/kéthavi | Media Works              |                                                                 |
| Dengeki Kuro Maoh                                             | 電撃黒「マ)王                                                      | 2007-09-19      |                   | szeinen                 | negyedéves         | ASCII Media Works        |                                                                 |
| Dengeki Maoh                                                  | 電撃「マ)王                                                        | 2005-10-27      |                   | szeinen                 | havi               | ASCII Media Works        |                                                                 |
| Dengeki Moeoh                                                 | 電撃萌王                                                           | 2002-03-26      |                   | szeinen                 | kéthavi            | ASCII Media Works        | Archiválva 2013. október 31-i dátummal a Wayback Machine-ben    |
| Dengeki Teioh                                                 | 電撃帝王                                                           | 2004-04-26      | 2006-11-26        | szeinen                 | negyedéves         | ASCII Media Works        |                                                                 |
| Dessert                                                       | デザート                                                           | 1996-07         |                   | sódzso                  | havi               | Kodansha                 |                                                                 |
| Dragon Age Pure                                               | ドラゴンエイジピュア                                               | 2006-01-30      | 2009-02-20        | sónen                   | kéthavi            | Fujimi Shobo             |                                                                 |
| Drap                                                          | ドラ                                                               |                 |                   | jaoi                    | havi               |                          | Archiválva 2011. szeptember 5-i dátummal a Wayback Machine-ben  |
| Evening                                                       | イブニング                                                         | 2001-08         |                   | szeinen                 | félhavi            | Kodansha                 |                                                                 |
| Fanny                                                         | ファニー                                                           |                 |                   | dzsoszei                |                    |                          |                                                                 |
| Fantasia Battle Royal                                         |                                                                    |                 |                   | egyéb (férfi)           |                    |                          |                                                                 |
| Feel Young                                                    | フィール·ヤング                                                    |                 |                   | dzsoszei                | havi               | Shodensha                |                                                                 |
| Flowers                                                       | フラワーズ                                                         | 2002-04-27      |                   | dzsoszei                | havi               | Shogakukan               |                                                                 |
| For Mrs.                                                      | フォアミセス                                                       | 1986-12         |                   | dzsoszei                | havi               | Akita Shoten             |                                                                 |
| Fresh Gangan                                                  | フレッシュガンガン                                                 | 1992-04         |                   | sónen                   | nem rendszeres     | Square Enix              |                                                                 |
| Gangan Powered                                                | ガンガンパワード                                                   | 2001-03         | 2009-02           | sónen                   | havi               | Square Enix              |                                                                 |
| Garo                                                          | ガロ                                                               | 1964-07         | 2002-12           | alternatív              | havi               | Katsuichi Nagai          |                                                                 |
| Gekkan Aszuka                                                 | 月刊あすか                                                         | 1985            |                   | sódzso                  | havi               | Kadokawa Shoten          |                                                                 |
| Gekkan Comic @Bunch                                           | 月刊コミック＠バンチ                                               | 2011-01-21      |                   | szeinen                 | havi               | Shinchosha               | Archiválva 2012. augusztus 2-i dátummal a Wayback Machine-ben   |
| Gekkan Comic Alive                                            | 月刊コミックアライブ                                               | 2006-06-27      |                   | szeinen                 | havi               | Media Factory            | Archiválva 2011. augusztus 28-i dátummal a Wayback Machine-ben  |
| Gekkan Comic Avarus (korábban Monthly Comic Blade Avarus)     | 月刊コミックアヴァルス (korábban 月刊コミックブレイドアヴァルス)   | 2007-09         |                   | sódzso                  | havi               | Mag Garden               |                                                                 |
| Gekkan Comic Blade                                            | 月刊コミックブレイド                                               | 2002-02-28      |                   | sónen                   | havi               | Mag Garden               |                                                                 |
| Gekkan Comic BunBun (korábban Pre Comic BunBun)               | 月刊コミックブンブン (korábban プレコミックブンブン)               | 2003-12-16      |                   | gyermek (fiú)           | havi               | Poplar Publishing        |                                                                 |
| Gekkan Comic Dragon                                           | 月刊コミックドラゴン                                               | 1992-09         | 2003-04           | sónen                   | havi               | Fujimi Shobo             |                                                                 |
| Gekkan Comic Ryū                                              | 月刊COMICリュウ                                                    | 1979            |                   | szeinen                 | havi               | Tokuma Shoten            |                                                                 |
| Gekkan Comic Zenon                                            | 月刊コミックゼノン                                                 | 2010-10-25      |                   | szeinen                 | havi               | Tokuma Shoten            |                                                                 |
| Gekkan Comic Zero Sum                                         | 月刊コミックZERO-SUM                                               | 2002-03         |                   | dzsoszei                | havi               | Ichijinsha               |                                                                 |
| Gekkan Dragon Age                                             | 月刊ドラゴンエイジ                                                 | 2003-04         |                   | sónen                   | havi               | Fujimi Shobo             | Archiválva 2019. augusztus 4-i dátummal a Wayback Machine-ben   |
| Gekkan Dragon Junior                                          | 月刊ドラゴンジュニア                                               | 1997-07-26      | 2003              | sónen                   | havi               | Fujimi Shobo             |                                                                 |
| Gekkan Gangan Joker                                           | 月刊ガンガンJOKER                                                  | 2009-04-22      |                   | sónen                   | havi               | Square Enix              |                                                                 |
| Gekkan Gangan Wing                                            | 月刊ガンガンWING                                                   | 1996            | 2009-02-26        | sónen                   | havi               | Square Enix              |                                                                 |
| Gekkan Ikki                                                   | 月刊IKKI                                                           | 2003-04         |                   | szeinen                 | havi               | Shogakukan               |                                                                 |
| Gekkan Magazine Z                                             | 月刊マガジンZ                                                      | 1999            | 2009-01-26        | szeinen                 | havi               | Kodansha                 |                                                                 |
| Gekkan Manga Shōnen                                           | 月刊漫画少年                                                       | 1947-12         | 1955-10           | sónen                   | havi               | Kodansha                 |                                                                 |
| Gekkan Sónen Ace                                              | 月刊少年エース                                                     | 1994-10         |                   | sónen                   | havi               | Kadokawa Shoten          | Archiválva 2004. április 1-ji dátummal az Archive.is-en         |
| Gekkan Sónen Captain                                          | 月刊少年キャプテン                                                 | 1985-01         | 1997-01           | sónen                   | havi               | Tokuma Shoten            |                                                                 |
| Gekkan Sónen Champion (korábban Besszacu Sónen Champion)      | 月刊少年チャンピオン                                               | 1970-03         |                   | sónen                   | havi               | Akita Shoten             |                                                                 |
| Gekkan Sónen Gangan                                           | 月刊少年ガンガン                                                   | 1991            |                   | sónen                   | havi               | Square Enix              |                                                                 |
| Gekkan Sónen Jets                                             | 月刊少年ジェッツ                                                   | 1981-10         |                   | sónen                   | havi               | Hakusensha               |                                                                 |
| Gekkan Sónen Jump (korábban Besszacu Sónen Jump)              | 月刊少年ジャンプ (korábban 別冊少年ジャンプ)                       | 1970-02-06      | 2007-06-06        | sónen                   | havi               | Shueisha                 |                                                                 |
| Gekkan Sónen Magazine (korábban Besszacu Sónen Magazine)      | 月刊少年マガジン (korábban 別冊少年マガジン)                       | 1964            |                   | sónen                   | havi               | Kodansha                 |                                                                 |
| Gekkan Sónen Sirius                                           | 月刊少年シリウス                                                   | 2005-05         |                   | sónen                   | havi               | Kodansha                 |                                                                 |
| Gekkan Sunday Gene-X                                          | 月刊サンデーGENE-X                                                 | 2000-06-19      |                   | szeinen                 | havi               | Shogakukan               | Archiválva 2011. január 10-i dátummal a Wayback Machine-ben     |
| Gekkan Super Action                                           | スーパーアクション                                                 | 1983            | 1987              | szeinen                 | havi               | Futabasha                |                                                                 |
| Gekkan Sónen World                                            | 月刊少年ワールド                                                   |                 |                   | sónen                   | havi               | Ushio Publishing         |                                                                 |
| Gekkan Young King                                             | 月刊ヤングキング                                                   | 2006-10-19      |                   | szeinen                 | havi               | Shonengahosha            |                                                                 |
| Gessan                                                        | ゲッサン                                                           | 2009-05-12      |                   | sónen                   | havi               | Shogakukan               |                                                                 |
| GFantasy                                                      | 月刊Gファンタジー                                                  | 1993-03-18      |                   | sónen                   | havi               | Square Enix              |                                                                 |
| Good! Afternoon                                               | good!アフタヌーン                                                  | 2008-11-07      |                   | szeinen                 | nem rendszeres     | Kodansha                 |                                                                 |
| Gundam Ace                                                    | ガンダムエース                                                     | 2001-06-25      |                   | sónen                   | havi               | Kadokawa Shoten          | Archiválva 2011. szeptember 5-i dátummal a Wayback Machine-ben  |
| Hana to Jume                                                  | 花とゆめ                                                           | 1974-05         |                   | sódzso                  | félhavi            | Hakusensha               |                                                                 |
| Hanaoto                                                       | 花音                                                               | 1994-09         |                   | jaoi                    | havi               | Houbunsha                |                                                                 |
| Hanaoto Gold                                                  | 花音ゴールド                                                       |                 |                   | jaoi                    |                    | Houbunsha                |                                                                 |
| Hanajume EX                                                   | 花ゆめEX                                                           | 1983            | 1985              | sódzso                  | féléves            | Hakusensha               |                                                                 |
| Hontó ni Atta Jukai na Hanasi                                 | 本当にあったゆかいな話                                             |                 |                   | jonkoma                 | havi               | Takeshobo                |                                                                 |
| Hontó ni Atta Jukai na Hanasi DX                              | 本当にあったゆかいな話デラックス                                   |                 |                   | jonkoma                 | havi               | Takeshobo                |                                                                 |
| Icsi Raci                                                     | いち*ラキ                                                          | 2001-10-24      |                   | jaoi                    | havi               | Tosuisha                 |                                                                 |
| Jossie                                                        | ジョシィ                                                           |                 |                   | dzsoszei                | nem rendszeres     | Hakusensha               |                                                                 |
| Judy                                                          | ジュディ                                                           |                 | 2008-08-23        | dzsoszei                | havi               | Shogakukan               |                                                                 |
| Jump Square                                                   | ジャンプスクエア                                                   | 2007-11-02      |                   | sónen                   | havi               | Shueisha                 |                                                                 |
| Juri Simai                                                    | 百合姉妹                                                           | 2003-06-28      | 2004-11-17        | juri (női)              | negyedéves         | Sun Magazine             |                                                                 |
| Juri Tengoku                                                  | 百合天国                                                           |                 |                   | juri (női)              |                    |                          |                                                                 |
| Keitai Manga Town                                             | ケータイまんがタウン                                               |                 |                   | jonkoma                 | havi               | Futabasha                |                                                                 |
| Kerokero Ace                                                  | ケロケロエース                                                     | 2007-10-26      |                   | sónen                   | havi               | Kadokawa Shoten          |                                                                 |
| Kindai Madzsong Gold                                          | 近代麻雀ゴールド                                                   |                 | 2006-02           | madzsong (férfi)        | havi               | Takeshobo                |                                                                 |
| Kindai Madzsong Original                                      | 近代麻雀オリジナル                                                 |                 |                   | madzsong (férfi)        | havi               | Takeshobo                |                                                                 |
| Kiss                                                          | キス                                                               | 2007-12-25      |                   | dzsoszei                | félhavi            | Kodansha                 |                                                                 |
| Kóshoku Sónen no Susume                                       | 好色少年のススメ                                                   | 2002-12-11      | 2006-09-25        | sótacon (férfi)         | nem rendszeres     | Akane Shinsha            |                                                                 |
| LaLa                                                          | ララ                                                               | 1976-07         |                   | sódzso                  | havi               | Hakusensha               |                                                                 |
| LaLa DX                                                       | ララ デラックス                                                    | 1983-07-09      |                   | sódzso                  | havi               | Hakusensha               |                                                                 |
| Lemon People                                                  | レモンピープル                                                     | 1981-12         | 1998-11           | hentai (férfi)          | havi               | Kubo Shoten              |                                                                 |
| Love Shota                                                    | らぶショタ                                                         |                 |                   | sótacon (férfi)         |                    |                          |                                                                 |
| Magazine Be x Boy                                             |                                                                    |                 |                   | jaoi                    |                    | Libre Shuppan            |                                                                 |
| Magazine SPECIAL                                              | マガジンスペシャル                                                 | 1983            |                   | sónen                   | havi               | Kodansha                 |                                                                 |
| Magi-Cu                                                       | マジキュー                                                         | 2001-04-27      |                   | egyéb (férfi)           | havi               | Enterbrain               |                                                                 |
| Manga 4-koma Kings Palette                                    | まんが4コマKINGSぱれっと                                           |                 |                   | jonkoma (férfi)         | havi               | Ichijinsha               |                                                                 |
| Manga 4-koma Kings Palette Lite                               | まんが4コマKINGSぱれっと                                           |                 |                   | jonkoma (férfi)         | havi               | Ichijinsha               |                                                                 |
| Manga Burikko                                                 | 漫画ブリッコ                                                       | 1982-11         | 1986              | lolicon (hentai, férfi) | havi               | Serufu Shuppan           |                                                                 |
| Manga Club                                                    | まんがくらぶ                                                       | 1987-03         |                   | jonkoma                 | havi               | Takeshobo                |                                                                 |
| Manga Club Original                                           | まんがくらぶオリジナル                                             | 1999-05         |                   | jonkoma                 | havi               | Takeshobo                |                                                                 |
| Manga Erotics F                                               | マンガ·エロティクス·エフ                                           |                 |                   |                         |                    | Ohta Publishing          | Archiválva 2010. június 13-i dátummal a Wayback Machine-ben     |
| Manga Home                                                    | まんがホーム                                                       | 1987-11-03      |                   | jonkoma                 | havi               | Houbunsha                | [ halott link ]                                                 |
| Manga Life                                                    | まんがライフ                                                       | 1984-11         |                   | jonkoma                 | havi               | Takeshobo                |                                                                 |
| Manga Life Momo                                               | まんがライフMOMO                                                   |                 |                   | jonkoma                 | havi               | Takeshobo                |                                                                 |
| Manga Life Original                                           | まんがライフオリジナル                                             | 1988-07-11      |                   | jonkoma                 | havi               | Takeshobo                |                                                                 |
| Manga Life Selection                                          | まんがライフセレクション                                           |                 |                   | jonkoma                 |                    | Takeshobo                |                                                                 |
| Manga Pachinker                                               | 漫画パチンカー                                                     |                 |                   | pacsinko (férfi)        | havi               | Byakuya-Shobo            |                                                                 |
| Manga Time                                                    | まんがタイム                                                       | 1981-05-07      |                   | jonkoma                 | havi               | Houbunsha                | [ halott link ]                                                 |
| Manga Time Collection                                         | まんがタイムコレクション                                           | 1995-11         |                   | jonkoma                 | nem rendszeres     | Houbunsha                |                                                                 |
| Manga Time Family                                             | まんがタイムファミリー                                             | 1984-08         |                   | jonkoma                 | havi               | Houbunsha                | [ halott link ]                                                 |
| Manga Time Jumbo                                              | まんがタイムジャンボ                                               | 1995-04-12      |                   | jonkoma                 | havi               | Houbunsha                | [ halott link ]                                                 |
| Manga Time Kirara                                             | まんがタイムきらら                                                 | 2004-09-09      |                   | jonkoma (férfi)         | havi               | Houbunsha                | [ halott link ]                                                 |
| Manga Time Kirara Carat                                       | まんがタイムきららCarat                                            | 2005-09-28      |                   | jonkoma (férfi)         | havi               | Houbunsha                | [ halott link ]                                                 |
| Manga Time Kirara Forward                                     | まんがタイムきららフォワード                                       | 2006-03-23      |                   | szeinen                 | havi               | Houbunsha                |                                                                 |
| Manga Time Kirara Max                                         | まんがタイムきららMAX                                              | 2004-09-29      |                   | jonkoma (férfi)         | havi               | Houbunsha                | [ halott link ]                                                 |
| Manga Time Lovely                                             | まんがタイムラブリー                                               |                 |                   | jonkoma                 | havi               | Houbunsha                | [ halott link ]                                                 |
| Manga Time Original                                           | まんがタイムオリジナル                                             |                 |                   | jonkoma                 | havi               | Houbunsha                | [ halott link ]                                                 |
| Manga Time Special                                            | まんがタイムスペシャル                                             | 1992-06         |                   | jonkoma                 | havi               | Houbunsha                | [ halott link ]                                                 |
| Manga Town                                                    | まんがタウン                                                       | 2000-11-05      |                   | jonkoma                 | havi               | Futabasha                |                                                                 |
| Manga Town Original                                           | まんがタウンオリジナル                                             | 2002-11         | 2006-09           | jonkoma                 | havi               | Futabasha                |                                                                 |
| Margaret                                                      | マーガレット                                                       | 1963            |                   | sódzso                  | félhavi            | Shueisha                 |                                                                 |
| Megami Magazine                                               | メガミマガジン                                                     | 1999-07-28      |                   | anime (férfi)           | havi               | Gakken                   |                                                                 |
| Melody                                                        | メロディ                                                           |                 |                   | sódzso                  | havi               | Hakusensha               |                                                                 |
| Mimi                                                          | ミミ                                                               | 1975            | 1996              | sódzso                  | havi               | Kodansha                 |                                                                 |
| Mist                                                          |                                                                    |                 |                   | juri (női)              |                    |                          |                                                                 |
| Monthly Dragon Magazine                                       | ドラゴンマガジン                                                   | 1988-01-30      |                   | egyéb (férfi)           | havi               | Fujimi Shobo             | Archiválva 2011. szeptember 14-i dátummal a Wayback Machine-ben |
| Morning 2                                                     | モーニング·ツー                                                    | 2006-08-10      |                   | szeinen                 | havi               | Kodansha                 |                                                                 |
| Mószó Sónen                                                   | 妄想少年                                                           |                 |                   | sótacon (női)           |                    |                          |                                                                 |
| Nakajosi                                                      | なかよし                                                           | 1954-12         |                   | sódzso                  | havi               | Kodansha                 |                                                                 |
| Newtype                                                       | 月刊ニュータイプ                                                   | 1985-03-08      |                   | anime/manga hírek       | havi               | Kadokawa Shoten          |                                                                 |
| Oh Super Jump                                                 | オースーパージャンプ                                               | 2005-01         |                   | szeinen                 | havi               | Shueisha                 | Archiválva 2012. január 12-i dátummal a Wayback Machine-ben     |
| Opera                                                         | オペラ                                                             |                 |                   | jaoi                    |                    |                          |                                                                 |
| Otoko Muszume no Ko Heaven                                    | 男娘の子HEAVEN                                                     |                 |                   | sótacon (férfi)         |                    |                          |                                                                 |
| Pachinker World                                               | パチンカーワールド                                                 |                 |                   | pacsinko (férfi)        | havi               | Byakuya-Shobo            |                                                                 |
| Petit Comic                                                   | プチコミック                                                       |                 |                   | dzsoszei                | havi               | Shogakukan               |                                                                 |
| Play Comic                                                    | プレイコミック                                                     | 1968-06         |                   | szeinen                 | félhavi            | Akita Shoten             |                                                                 |
| Princess                                                      | プリンセス                                                         | 1974            |                   | sódzso                  | havi               | Akita Shoten             |                                                                 |
| Princess Gold                                                 | プリンセスGOLD                                                     | 1979            |                   | sódzso                  | havi               | Akita Shoten             |                                                                 |
| Racish                                                        |                                                                    |                 |                   | jaoi (női)              |                    |                          |                                                                 |
| Ribon                                                         | りぼん                                                             | 1955-08         |                   | sódzso                  | havi               | Shueisha                 |                                                                 |
| Ribon Original                                                | りぼんオリジナル                                                   | 1981            | 2006-06           | sódzso                  | kéthavi            | Shueisha                 |                                                                 |
| Sódzso Comic                                                  | 少女コミック                                                       | 1968-04         |                   | sódzso                  | félhavi            | Shogakukan               |                                                                 |
| Sódzso Friend                                                 | 少女フレンド                                                       | 1962            | 1996-09           | sódzso                  | havi               | Kodansha                 |                                                                 |
| Sónen Ai no Bigaku                                            | 少年愛の美学                                                       | 2003-06-15      | 2008-11-27        | sótacon (férfi)         | nem rendszeres     | Shobukan                 |                                                                 |
| Sónen Big Comic (korábban Súkan Sónen Big Comic és Manga-kun) | 少年ビッグコミック (korábban 週刊少年ビッグコミック és マンガくん) | 1976-12         | 1987              | sónen                   | kétheti            | Shogakukan               |                                                                 |
| Sónen Book                                                    | 少年ブック                                                         | 1958-03         | 1969-04-04        | sónen                   | havi               | Shueisha                 |                                                                 |
| Sónen Iro Zukan                                               | 少年色図鑑                                                         |                 |                   | sótacon (férfi)         |                    |                          |                                                                 |
| Sónen Magazine Wonder                                         | マガジンワンダー                                                   |                 |                   | sónen                   | havi               | Kodansha                 |                                                                 |
| Sónen Rival                                                   | 月刊少年ライバル                                                   | 2008-04-04      |                   | sónen                   | havi               | Kodansha                 |                                                                 |
| Sónen Romance                                                 | 少年浪漫                                                           |                 |                   | sótacon (női)           |                    |                          |                                                                 |
| Sónen Sikó                                                    | 少年嗜好                                                           |                 |                   | sótacon (férfi)         |                    |                          |                                                                 |
| Sónen Sunday Super (korábban Sónen Sunday Zokan)              | 少年サンデー超 (korábban 週刊少年サンデー増刊号)                   | 1978            |                   | sónen                   | kéthavi            | Shogakukan               |                                                                 |
| Sónen Júgi                                                    | 少年遊戯                                                           |                 |                   | sótacon (férfi)         |                    |                          |                                                                 |
| Shota Comi                                                    | ショタコミ                                                         |                 |                   | sótacon (női)           |                    |                          |                                                                 |
| Shota Mimi Love                                               | ショタみみLOVE                                                     |                 |                   | sótacon (női)           |                    |                          |                                                                 |
| Shota Tama                                                    | ショタ魂                                                           |                 |                   | sótacon (férfi)         |                    |                          |                                                                 |
| Silky                                                         | シルキー                                                           |                 |                   | dzsoszei                | havi               | Hakusensha               |                                                                 |
| Súkan Comic Bunch                                             | 週刊コミックバンチ                                                 | 2001-05-15      | 2010-08-27        | szeinen                 | heti               | Coamix/Shinchosha        | Archiválva 2012. augusztus 2-i dátummal a Wayback Machine-ben   |
| Súkan Manga Action                                            | 週刊漫画アクション                                                 | 1967-07-07      |                   | szeinen                 | heti               | Futabasha                |                                                                 |
| Súkan Manga Goraku                                            | 週刊漫画ゴラク                                                     | 1968            |                   | szeinen                 | heti               | Nihon Bungeisha          |                                                                 |
| Súkan Manga Sunday                                            | 週刊漫画サンデー                                                   | 1959            |                   | szeinen                 | heti               | Jitsugyo no Nihon Sha    |                                                                 |
| Súkan Manga Tengoku                                           | 週刊漫画天国                                                       |                 |                   | szeinen                 | heti               | Nihon Bungeisha          |                                                                 |
| Súkan Manga Times                                             | 週刊漫画TIMES                                                      | 1956-11         |                   | szeinen                 | heti               | Houbunsha                | [ halott link ]                                                 |
| Súkan Manga Times Zokan                                       | 週刊漫画TIMES増刊                                                  |                 |                   | szeinen                 | heti               | Houbunsha                |                                                                 |
| Súkan Morning (korábban Comic Morning)                        | 週刊モーニング (korábban コミックモーニング)                       | 1982            |                   | szeinen                 | heti               | Kodansha                 |                                                                 |
| Súkan Sónen Action                                            | 週刊少年アクション                                                 |                 |                   | sónen                   | heti               | Futabasha                |                                                                 |
| Súkan Sónen Champion                                          | 週刊少年チャンピオン                                               | 1969-07-15      |                   | sónen                   | heti               | Akita Shoten             |                                                                 |
| Súkan Sónen Jump                                              | 週刊少年ジャンプ                                                   | 1968-07-02      |                   | sónen                   | heti               | Shueisha                 |                                                                 |
| Súkan Sónen King                                              | 週刊少年キング                                                     | 1963-07-08      | 1988              | sónen                   | heti               | Shonengahosha            |                                                                 |
| Súkan Sónen Magazine                                          | 週刊少年マガジン                                                   | 1989            |                   | sónen                   | heti               | Kodansha                 |                                                                 |
| Súkan Sónen Sunday                                            | 週刊少年サンデー                                                   | 1959-03-17      |                   | sónen                   | heti               | Shogakukan               |                                                                 |
| Súkan Young Jump                                              | 週刊ヤングジャンプ                                                 | 1979-05         |                   | szeinen                 | heti               | Shueisha                 |                                                                 |
| Súkan Young Sunday                                            | 週刊ヤングサンデー                                                 | 1987-04-10      | 2008-07-31        | szeinen                 | heti               | Shogakukan               |                                                                 |
| Super Jump                                                    | スーパージャンプ                                                   | 1986-12-20      |                   | szeinen                 | félhavi            | Shueisha                 | Archiválva 2012. január 12-i dátummal a Wayback Machine-ben     |
| Ultra Jump                                                    | ウルトラ ジャンプ                                                  | 1999            |                   | szeinen                 | havi               | Shueisha                 |                                                                 |
| V Jump                                                        | ブイジャンプ                                                       | 1993            |                   | sónen                   | havi               | Shueisha                 |                                                                 |
| Wings                                                         | 月刊ウィングス                                                     | 1982            |                   | sódzso                  | havi               | Shinshokan               |                                                                 |
| Yan Mama Comic                                                | ヤンママコミック                                                   | 1995            | 1997              | dzsoszei                | havi               | Kasakura Publishing      |                                                                 |
| You                                                           | ユー                                                               | 1980            |                   | dzsoszei                | félhavi            | Shueisha                 | Archiválva 2008. május 3-i dátummal a Wayback Machine-ben       |
| Young Ace                                                     | ヤングエース                                                       | 2009-07-04      |                   | szeinen                 | havi               | Kadokawa Shoten          | Archiválva 2015. december 12-i dátummal a Wayback Machine-ben   |
| Young Animal (korábban Animal House)                          | ヤングアニマル (korábban アニマルハウス)                           | 1989            |                   | szeinen                 | félhavi            | Hakusensha               |                                                                 |
| Young Animal Arasi                                            | ヤングアニマル嵐                                                   | 2000-03         |                   | szeinen                 | havi               | Hakusensha               |                                                                 |
| Young Champion                                                | ヤングチャンピオン                                                 | 1988-03         |                   | szeinen                 | félhavi            | Akita Shoten             |                                                                 |
| Young Comic                                                   | ヤングコミック                                                     | 1967-08-10      |                   | szeinen                 | havi               | Shonengahosha            |                                                                 |
| Young Gangan                                                  | ヤングガンガン                                                     | 2004-12-03      |                   | szeinen                 | félhavi            | Square Enix              |                                                                 |
| Young King                                                    | ヤングキング                                                       | 1987            |                   | szeinen                 | félhavi            | Shonengahosha            |                                                                 |
| Young King OURs                                               | ヤングキングアワーズ                                               | 1993            |                   | szeinen                 | havi               | Shonengahosha            |                                                                 |
| Young Magazine                                                | 週刊ヤングマガジン                                                 | 1980-06-16      |                   | szeinen                 | heti               | Kodansha                 |                                                                 |
| Young Magazine Uppers                                         | ヤングマガジンアッパーズ                                           | 1998-04-01      | 2004-10-19        | szeinen                 | félhavi            | Kodansha                 |                                                                 |
| Young Rose                                                    | ヤングローズ                                                       |                 |                   | dzsoszei                |                    |                          |                                                                 |
| Young You                                                     | ヤングユー                                                         | 1986-05         | 2005-10           | dzsoszei                | havi               | Shueisha                 |                                                                 |
| Zero                                                          |                                                                    |                 |                   | jaoi (női)              |                    | Biblos                   |                                                                 |
| Zero Sum Ward                                                 | ゼロサムWARD                                                       | 2003            |                   | dzsoszei                | kéthavi            | Ichijinsha               |                                                                 |
| Zókan Young Gangan                                            | 増刊ヤングガンガン                                                 | 2007-06-29      |                   | szeinen                 | nem rendszeres     | Square Enix              |                                                                 |

## Japánon kívül kiadott mangamagazinok
| Magazin                                               | Nyelv               | Ország                    | Első megjelenés | Utolsó megjelenés | Műfaj                                 | Megjelenés             | Kiadó                                              | Hivatalos weboldal                                            |
| ----------------------------------------------------- | ------------------- | ------------------------- | --------------- | ----------------- | ------------------------------------- | ---------------------- | -------------------------------------------------- | ------------------------------------------------------------- |
| 576 Konzol                                            | magyar              | Magyarország              | 1998-01         | 2008-10           | videójáték, anime, manga              | havi                   | Comgame Kft./Kinizsi Invest Kft.                   |                                                               |
| A-CLUB                                                | tradicionális kínai | Kína                      | 1986            | 2001              | általános                             | kétheti                | Lam Caa-lei group                                  |                                                               |
| AmeriManga                                            | angol               | Kanada · Egyesült Államok | 2002            | 2004              | amerimanga                            |                        | Studio Ironcat                                     |                                                               |
| Anime                                                 | finn                | Finnország                | 2005-01-31      |                   | általános                             | 3 havonta 2 alkalommal | H-Town Oy                                          |                                                               |
| Anime+                                                | lengyel             | Lengyelország             | 2005            | 2005              | általános                             | havi                   | Phoenix Press                                      |                                                               |
| Animegaido                                            | lengyel             | Lengyelország             | 1997            | 1998              | általános                             | havi                   | ProScript Sp. z o.o.                               |                                                               |
| AnimeStars                                            | magyar              | Magyarország              | 2007-01         | 2010-08           | anime, manga, videójáték              | kéthavi                | Adó-Bau Szolgáltató Bt.                            |                                                               |
| Anime Guide                                           | orosz               | Oroszország               | 2004            |                   |                                       |                        |                                                    |                                                               |
| ruManga                                               | orosz               | Oroszország               | 2009            |                   |                                       | havi                   | IZM, LLC                                           |                                                               |
| Animerica                                             | angol               | Kanada · Egyesült Államok | 1992-11         | 2005-06           | anime, manga, populáris kultúra       | havi                   | Viz Media                                          |                                                               |
| Animerica Extra                                       | angol               | Kanada · Egyesült Államok | 1998            | 2004              | főként sódzso                         | havi                   | Viz Media                                          |                                                               |
| Aniway                                                | holland             | Hollandia · Belgium       | 1999            |                   |                                       | negyedéves             |                                                    |                                                               |
| Banzai!                                               | német               | Németország               | 2001-11         | 2005-12           | sónen                                 | havi                   | Carlsen Verlag                                     |                                                               |
| Be x Boy                                              | francia             | Franciaország             | 2009-07-09      |                   | jaoi                                  | kéthavi                | Asuka                                              |                                                               |
| B's LOG                                               | spanyol             | Spanyolország             | 2009            |                   | főként sónen-ai                       | havi                   | Planeta DeAgostini                                 |                                                               |
| Champ                                                 |                     | Indonézia                 |                 |                   | manhva                                |                        |                                                    |                                                               |
| Cobra                                                 | svéd                | Svédország                | 1991            | 1992              | szeinen és sónen                      |                        |                                                    |                                                               |
| Comic Amour                                           |                     |                           |                 |                   | dzsoszei (hentai)                     |                        | Dream Maker                                        |                                                               |
| The Comics Journal                                    | angol               | Kanada · Egyesült Államok | 1977            |                   | képregényipar, alternatív             | havi                   | Fantagraphics Books                                |                                                               |
| Culture Crash Comics                                  | tagalog angol       | Fülöp-szigetek            | 2000-08         | 2004              |                                       |                        |                                                    |                                                               |
| Daisuki                                               | német               | Németország               | 2003-01         |                   | sódzso                                | havi                   | Carlsen Verlag                                     |                                                               |
| Drawn and Quarterly                                   | angol               | Kanada                    |                 |                   |                                       |                        |                                                    |                                                               |
| GCG                                                   | angol               | Egyesült Királyság        | 2014            |                   | manga, játékok, képregények, eszközök | heti                   | GCG                                                |                                                               |
| Hanalala (a Hana to Jume és a Lala indonéz változata) |                     | Indonézia                 |                 |                   | sódzso                                |                        |                                                    |                                                               |
| Kawaii                                                | lengyel             | Lengyelország             | 1997            | 2005              | általános                             | havi                   | Silver Shark, Future Network, Bauer, Phoenix Press |                                                               |
| Kiseki                                                | angol               | Ausztrália                | 2009            |                   | általános manga                       | kéthavi                |                                                    |                                                               |
| Kreko Komik Remaja                                    | bahasa maláj        | Malajzia                  |                 |                   |                                       |                        |                                                    |                                                               |
| Koneko                                                | német               | Németország               | 2004            |                   | anime, manga, videójátékok, cosplay   | kéthavi                | raptor publishing GmbH                             |                                                               |
| Magazyn Arigato                                       | lengyel             | Lengyelország             | 2008            |                   | általános                             | negyedéves             | Studio Lain                                        |                                                               |
| Manga Mania                                           | dán                 | Dánia                     |                 |                   |                                       |                        |                                                    |                                                               |
| Manga Mania                                           | norvég              | Norvégia                  |                 |                   |                                       |                        |                                                    |                                                               |
| Manga Mania                                           | svéd                | Svédország                |                 |                   |                                       |                        |                                                    |                                                               |
| Manga Mania                                           | angol               | Egyesült Királyság        | 1993            |                   |                                       |                        | Dark Horse Comics                                  |                                                               |
| Manga Max                                             | angol               | Egyesült Királyság        | 1998-12         |                   |                                       | havi                   | Titan Magazines                                    |                                                               |
| Manga Mover                                           | angol               | Egyesült Királyság        |                 |                   |                                       |                        |                                                    |                                                               |
| Manga Power                                           | német               | Németország               |                 |                   |                                       |                        |                                                    |                                                               |
| Manga Twister                                         | német               | Németország               |                 |                   | sódzso és sónen manga                 |                        |                                                    |                                                               |
| Mangaholix                                            | tagalog angol       | Fülöp-szigetek            |                 |                   |                                       |                        |                                                    |                                                               |
| Mangajin                                              | angol               | Kanada · Egyesült Államok | 1990-06         | 2008              | oktató                                |                        | Mangajin                                           |                                                               |
| Mangamix                                              | lengyel             | Lengyelország             | 2001            | 2004              | általános                             | kéthavi                | Waneko                                             |                                                               |
| Mangaphile                                            | angol               | Kanada · Egyesült Államok |                 |                   | amerimanga                            |                        |                                                    |                                                               |
| Mangazine                                             | angol               | Kanada · Egyesült Államok |                 |                   | amerimanga                            |                        | Antarctic Press                                    |                                                               |
| Mangazyn                                              | lengyel             | Lengyelország             | 2003            | 2004              | általános                             | havi                   | AMPOL                                              |                                                               |
| Mondo                                                 | magyar              | Magyarország              | 2007-05         |                   | anime, manga, videójáték              | egyhavi/kéthavi        | MangaFan                                           |                                                               |
| MyM                                                   | angol               | Egyesült Királyság        | 2012            |                   | általános                             | havi                   | MCM Expo Group                                     |                                                               |
| Nakayoshi: Gress!                                     |                     | Indonézia                 |                 |                   | sódzso                                |                        | Elex Media Komputindo                              |                                                               |
| Neo                                                   | angol               | Egyesült Királyság        |                 |                   |                                       |                        |                                                    |                                                               |
| Otaku                                                 | lengyel             | Lengyelország             | 2006            |                   | általános                             | havi                   | Studio JG                                          |                                                               |
| Otaku USA                                             | angol               | Kanada · Egyesült Államok | 2007-08         |                   | anime, manga, populáris kultúra       | kéthavi                | Sovereign Media                                    |                                                               |
| Otakuzine Anime Magazine                              | tagalog angol       | Fülöp-szigetek            |                 |                   |                                       |                        | PSICOM Publishing Inc.                             |                                                               |
| OzTAKU                                                | angol               | Ausztrália                |                 | 2006              | ausztrál manga                        |                        |                                                    |                                                               |
| Play                                                  | angol               | Egyesült Államok          | 1999            | 2010-02           | általános                             | nem rendszeres         | Fusion Publishing                                  |                                                               |
| Pox                                                   | svéd                | Svédország                |                 |                   | alternatív                            |                        |                                                    |                                                               |
| Protoculture Addicts                                  | angol               | Kanada · Egyesült Államok | 1987            |                   | anime, manga                          | nem rendszeres         | Protoculture Inc.                                  |                                                               |
| Pulp                                                  | angol               | Kanada · Egyesült Államok | 1997            | 2002              | főként szeinen                        | havi                   | Viz Media                                          |                                                               |
| Raijin Comics                                         | angol               | Kanada · Egyesült Államok | 2002-12-08      | 2004-07           | főként szeinen                        | havi                   | Gutsoon! Entertainment                             |                                                               |
| RumblePakk                                            | angol               | Kanada · Egyesült Államok |                 |                   | amerimanga (sónen stílusú)            |                        | EigoManga                                          |                                                               |
| SakuraPakk                                            | angol               | Kanada · Egyesült Államok |                 |                   | amerimanga, (sódzso stílusú)          |                        | EigoManga                                          |                                                               |
| Samurai                                               | svéd                | Svédország                | 1988            | 1992              | szeinen                               |                        |                                                    |                                                               |
| Shojo Beat                                            | angol               | Kanada · Egyesült Államok | July 2005       | July 2009         | sódzso                                | havi                   | Viz Media                                          |                                                               |
| Shojo Stars                                           | svéd                | Svédország                |                 | fut               | sódzso                                |                        |                                                    |                                                               |
| Shonen Jump                                           | angol               | Kanada · Egyesült Államok | 2003-01         | 2012-04           | sónen                                 | havi                   | Viz Media                                          |                                                               |
| Shonen Jump                                           | norvég              | Norvégia                  | 2005-03         | 2007-02-27        | sónen                                 |                        | Schibsted Förlag AB                                |                                                               |
| Shonen Jump                                           | svéd                | Svédország                | 2005-02         | 2007-01           | sónen                                 |                        | Bonnier Carlsen                                    |                                                               |
| Shonen Magz (a Sónen Magazine indonéz változata)      |                     | Indonézia                 |                 |                   | sónen                                 |                        | Elex Media Komputindo                              |                                                               |
| Shonen Star (a Sónen Sunday indonéz változata)        |                     | Indonézia                 |                 |                   | sónen                                 |                        |                                                    |                                                               |
| Smile                                                 | angol               | Kanada · Egyesült Államok | 1998-10         | 2002              | főként sódzso                         |                        | Tokyopop                                           |                                                               |
| Super Manga Blast!                                    | angol               | Kanada · Egyesült Államok |                 |                   | általános manga                       |                        |                                                    |                                                               |
| Tokyopop (formerly MixxZine)                          | angol               | Kanada · Egyesült Államok | 1997-08         | 2000-08           | általános manga                       |                        | Tokyopop                                           |                                                               |
| Unimaga                                               | angol               | Kanada · Egyesült Államok |                 |                   | amerimanga                            |                        |                                                    | Archiválva 2006. december 5-i dátummal a Wayback Machine-ben  |
| Weekly Comic 漫畫周刊                                 | mandarin            | Malajzia                  |                 |                   | általános manga                       | heti                   |                                                    |                                                               |
| Weekly Shõnen Jump Alpha                              | angol               | Észak-Amerika             |                 |                   | általános manga                       | heti                   | Viz Media                                          |                                                               |
| Xuan Xuan                                             | angol               | Ausztrália                |                 | 2006              | ausztrál manga                        |                        |                                                    |                                                               |
| Yen Plus                                              | angol               | Kanada · Egyesült Államok | 2008-07-29      | 2010-07           | manga és manhva                       | havi                   | Yen Press                                          | Archiválva 2015. november 24-i dátummal a Wayback Machine-ben |
| Lazer                                                 | spanyol             | Argentína                 | 2009-04-29      |                   | anime, manga, populáris kultúra       | nem rendszeres         | Ivrea Editorial                                    |                                                               |